# 費爾塞內格山
47°18′28.333″N 8°30′29.608″E / 47.30787028°N 8.50822444°E

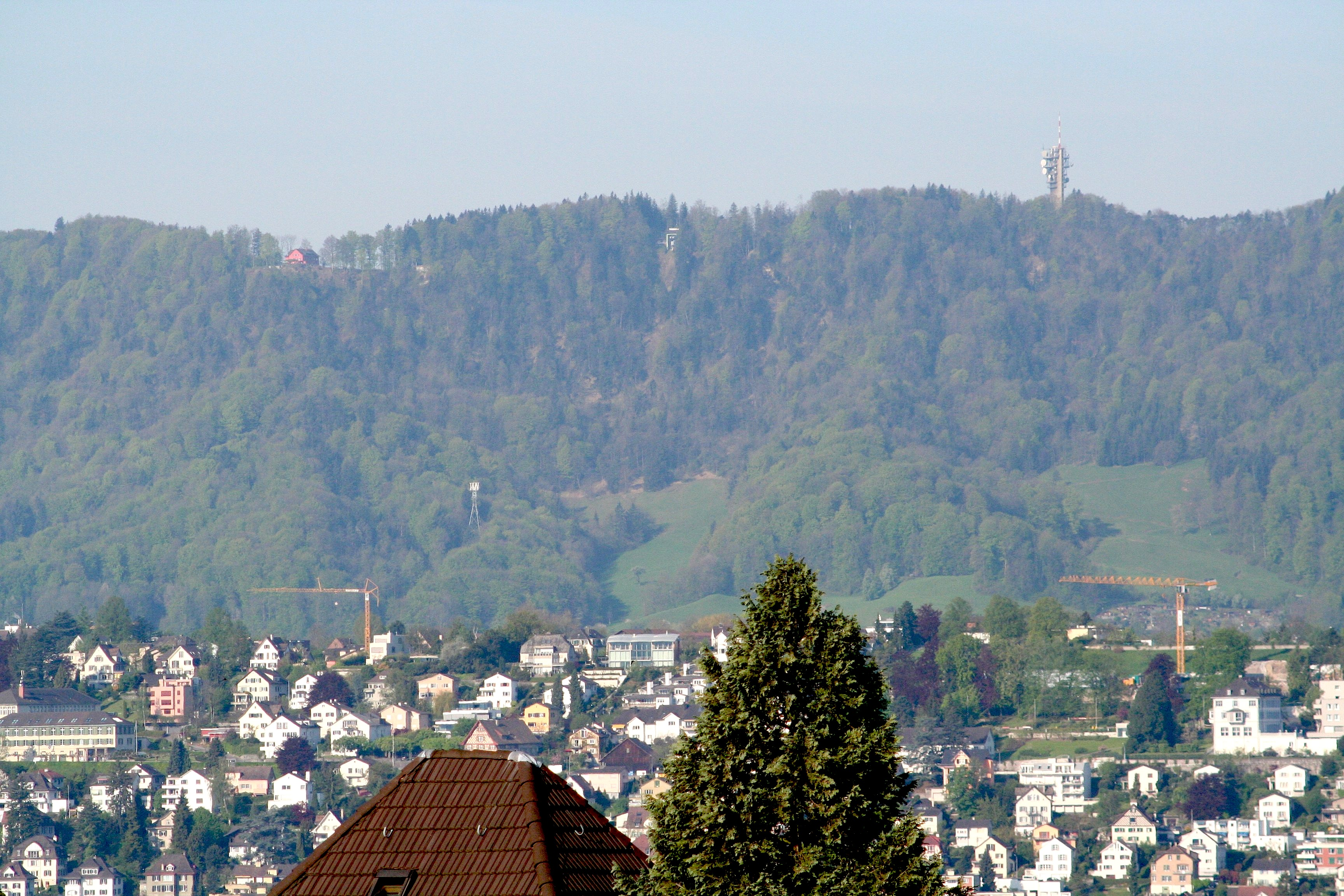

費爾塞內格山（Felsenegg），是瑞士的山峰，位於該國北部，由蘇黎世州負責管轄，屬於阿爾比斯山脈的一部分，處於蘇黎世西南面7公里，海拔高度810米。